# Bujar Lako
Bujar Lako (ur. 23 maja 1946 we wsi Lozhan k. Korczy, zm. 26 grudnia 2016 w Tiranie) – albański aktor.

## Życiorys
W 1972 ukończył studia na wydziale aktorskim Instytutu Sztuk w Tiranie. W styczniu 1973 zadebiutował na scenie Teatru Ludowego (alb. Teatri Popullor), niewielką rolą w komedii Besima Levonji „Prefekti”.
W filmie albańskim zadebiutował w 1975 rolą w filmie Ne fillim te verës. Zagrał w 30 filmach fabularnych. Za role w filmach: Perballimi i Gjeneral gramafoni otrzymał nagrody państwowe. Za swoją twórczość uhonorowany tytułem Zasłużonego Artysty (alb. Artist i Merituar), a w 1982 otrzymał Order Naima Frasheriego I kl. W 1976 był obiektem ataku ze strony jednego z weteranów Armii Narodowo-Wyzwoleńczej, który wysłał donos do władz partyjnych. W donosie autor wyraził oburzenie, że ojciec Bujara Lako był w czasie wojny działaczem antykomunistycznej Balli Kombëtar, a jego synowi władze partyjne zezwalają na odtwarzanie w filmie roli sekretarza partii komunistycznej.
W 1991 związał się z opozycją demokratyczną. W wyborach parlamentarnych kandydatem na deputowanego Demokratycznej Partii Albanii w okręgu Kolonje.
Zmarł na atak serca. Imię aktora nosi plac w centrum Tirany.
Był żonaty (żona Mira), miał syna Bojkena.

## Role filmowe
- 1975: Ne fillim te verës jako Misto
- 1976: Perballimi jako Martin Kreka
- 1978: Gjeneral gramafoni jako Halit Berati
- 1978: Udha e shkronjave jako Tunxhi
- 1979: Balle per balle jako Mujo Bermema
- 1982: Nëntori i dytë jako Luigj Gurakuqi
- 1983: Dora e ngrohte jako motocyklista
- 1984: I paharruari jako Besim Peja
- 1984: Vendimi jako doradca
- 1985: Guret e shtepise sime jako Moruci
- 1986: Gabimi jako ojciec
- 1987: Binaret jako Kujtim
- 1987: Telefon i nje mengjesi jako dyrektor
- 1987: Vrasje ne gjueti jako Ferdinand
- 1989: Kthimi i ushtrise se vdekur jako generał
- 2005: Syri magjik jako Petro
- 2009: Miesiąc miodowy jako Rrok
- 2013: Amsterdam Express jako Selim